# 21927 Сарапірз
21927 Сарапірз (21927 Sarahpierz) — астероїд головного поясу, відкритий 4 листопада 1999 року.
Тіссеранів параметр щодо Юпітера — 3,224.